# Neoliodes hawaiiensis
Neoliodes hawaiiensis är en kvalsterart som först beskrevs av Arthur P. Jacot 1929.  Neoliodes hawaiiensis ingår i släktet Neoliodes och familjen Neoliodidae.

## Underarter
Arten delas in i följande underarter:
- N. h. hawaiiensis
- N. h. aculeatisetae